# Liste der Außenminister der Volksrepublik China

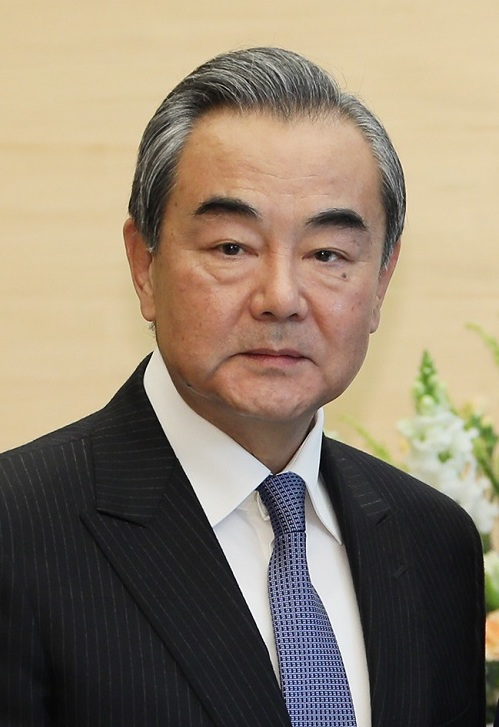
Aktueller Außenminister der Volksrepublik China Wang Yi

Der Außenminister der Volksrepublik China wird entsprechend Artikel 62 Satz 5 der Verfassung vom Ministerpräsidenten ernannt und vom nationalen Volkskongress oder vom ständigen Ausschuss des Nationalen Volkskongresses bestätigt.
| Ernannt am    | Außenminister | ernannt von | Posten verlassen |
| ------------- | ------------- | ----------- | ---------------- |
| 1. Okt. 1949  | Zhou Enlai    | Zhou Enlai  | 11. Feb. 1958    |
| 11. Feb. 1958 | Chen Yi       | Zhou Enlai  | 3. März 1971     |
| 19. Jan. 1972 | Ji Pengfei    | Zhou Enlai  | 14. Nov. 1974    |
| 14. Nov. 1974 | Qiao Guanhua  | Zhou Enlai  | 2. Dez. 1976     |
| 2. Dez. 1976  | Huang Hua     | Hua Guofeng | 19. Nov. 1982    |
| 19. Nov. 1982 | Wu Xueqian    | Zhao Ziyang | 12. Apr. 1988    |
| 12. Apr. 1988 | Qian Qichen   | Li Peng     | 17. März 1998    |
| 17. März 1998 | Tang Jiaxuan  | Zhu Rongji  | 17. März 2003    |
| 17. März 2003 | Li Zhaoxing   | Wen Jiabao  | 27. Apr. 2007    |
| 27. Apr. 2007 | Yang Jiechi   | Wen Jiabao  | 16. März 2013    |
| 16. März 2013 | Wang Yi       | Li Keqiang  | 30. Dez. 2022    |
| 30. Dez. 2022 | Qin Gang      | Li Keqiang  | 25. Juli 2023    |
| 25. Juli 2023 | Wang Yi       | Li Qiang    | amtierend        |